# El Paso de Robles
El Paso de Robles o Paso Robles es una ciudad del condado de San Luis Obispo, en California (Estados Unidos). Se sitúa al norte de San Luis Obispo, capital del condado, y a orillas del río Salinas. Es una de las ciudades productoras del vino de California.
- Datos: Q586528
- Multimedia: Paso Robles, California / Q586528

1. ↑  Zip Data Maps, código ZIP n.º 93446.